# Anton Slodnjak
Anton Slodnjak [antón slódnjak], slovenski literarni zgodovinar, kritik, pisatelj, prešernoslovec, akademik * 13. junij 1899, Bodkovci, † 13. marec 1983, Ljubljana. 
Slodnjak je bil redni član Slovenske akademije znanosti in umetnosti (SAZU) od leta 1967 in dopisni član jugoslovanske akademije (JAZU) v Zagrebu ter izredni profesor na Univerzi v Zagrebu do leta 1950, ko se je vrnil v Ljubljano in na slavistiki Filozofske fakultete predaval kot redni profesor Slovensko književnost 19. stoletja do upokojitve leta 1959.

## Življenje
Rodil se je očetu Martinu in materi Marjeti (r. Nigl) v premožni kmečki družini kot najstarejši izmed treh sinov. Njegov oče je bil znan organizator narodnih prireditev v Juršincih. Tam so imeli že v sedemdesetih letih 19. stoletja izobraževalno društvo in svoj pevski zbor v katerem je pel tudi njegov oče. Osnovno šolo je obiskoval v Juršincih od leta 1906 do 1912, jeseni tega leta pa so ga starši po nasvetu učiteljev vpisali v mariborsko gimnazijo, kjer je maturiral leta 1920. Vpisal se je na študij slavistike na ljubljanski univerzi in tam doktoriral leta 1925 z disertacijo o Davorinu Trstenjaku. Poslušal je tudi predavanja iz germanistike, umetnostne zgodovine in narodne zgodovine, iz nemškega jezika s književnostjo in narodne zgodovine pa opravil tudi diplomski izpit. Sledilo je znanstveno izpopolnjevanje za akademskega učitelja poljske literature na Jagielonski univerzi v Krakovu v letih 1925–27, kjer je deloval tudi kot lektor za slovenski jezik. Po vrnitvi v Ljubljano je prevzel mesto profesorja slovenščine na Trgovski akademiji v Ljubljani, kjer je deloval v letih 1927–45. Med drugo svetovno vojno je sodeloval z OF in bil trikrat aretiran ter za daljši čas zaprt (1941, 1942 in 1945). 1945–47 je bil vršilec dolžnosti šefa in nato šef in načelnik oddelka za strokovno šolstvo na ministrstvu za trgovino in preskrbo. Nato je leta 1947 postal profesor slovenske književnosti na Oddelku za slavistiko v Zagrebu, po smrti Franceta Kidriča leta 1950 pa je prevzel mesto rednega profesorja slovenske književnosti na Filozofski fakulteti v Ljubljani, kjer je bil 1951–52 dekan fakultete, v letih 1953–59 (po upokojitvi Rajka Nahtigala) predstojnik Inštituta za slovansko filologijo. Leta 1959 je bil s teh mest upokojen, nato pa je sprejel delo interpreta slovenske, hrvaške in srbske književnosti na Goethejevi univerzi v Frankfurtu na Majni. V domovino se je na lastno željo vrnil leta 1965 ter se do smrti še naprej ukvarjal z znanstvenim delom. Bil je predsednik in od 1956 častni član Slavističnega društva Slovenije, od leta 1950 je bil znanstveni sodelavec SAZU, od 1967 pa njen redni član. Leta 1948 je prejel Prešernovo nagrado in 1982 Kidričevo nagrado za celotno delo pri proučevanju Levstikovih del, Vseučilišče v Zagrebu mu je 1970 podelilo častni doktorat, JAZU ga je 1977 izvolila za dopisnega člana; njegovo delo je s priznanjem ocenil slavistični kongres v Moskvi 1958, ob stoletnici smrti A. Mickiewicza (1955) mu je zasluge priznala Poljska akademija znanosti in umetnosti itn.

## Delo
Anton Slodnjak se je ukvarjal z raziskovanjem slovenske književnosti. Udeleževal se je mednarodnih slavističnih kongresov in sestankov na Dunaju (1950), v Berlinu (1955), Beogradu (1955, 1957), Celovcu (1955), Rimu (1955), Varšavi (1956), Moskvi (1958), Göttingenu  (1962) in Kölnu (1964), kjer je predstavljal referate o slovenski romantiki in moderni (predvsem o Cankarju in Prešernu). Predaval je na Ljudski univerzi, v prosvetnih društvih (Zagreb, Reka), na seminarjih za inozemske slaviste (Bled, Zagreb, 1950–60),  Pisal je sestavke o poljski književnosti, prevajal dela iz poljščine, pisal tudi gospodarskopolitične članke. 
V esejističnih razpravah se je loteval skoraj vseh obdobij slovenske literarne preteklosti in njihovih predstavnikov (pisal je o Primožu Trubarju, Stanku Vrazu, Janku Kersniku, Antonu Aškercu in drugih). Podajal je preglede slovenskega ustvarjanja po pokrajinah, bil pa je tudi eden prvih slovenskih literarnih zgodovinarjev, ki je v dnevnem in revialnem tisku s poljudnim načinom pisanja skušal približati slovensko književnost širšemu krogu bralcev.
Pomemben je tudi kot prešernoslovec, saj je sodeloval skoraj pri vseh povojnih književnih izdajah Prešerna ter napisal tudi pesnikov življenjepis na podlagi lastnih in tujih dognanj, ki velja za prvo Prešernovo zaključeno monografijo. Poleg tega je pripravljal komentarje in uvode za Prešernove Poezije v tujih jezikih.
Posebej velik del znanstvenega in pisateljskega dela je posvetil proučevanju Ivana Cankarja in Frana Levstika ter ob stoletnici Levstikovega rojstva začel z urejanjem nove izdaje njegovih zbranih del in jih tudi kritično komentiral. Urejal je dela Frana Erjavca, Frana Miličinskega, Stanka Vraza, Matije Murka ter zbral študije Ivana Prijatelja. Bil je tudi kritik ter pisec vec člankov za Slovenski biografski leksikon.
Pisal je romane, njegovi dramski poskusi so ostali v rokopisih, spisal je nekaj črtic, še najbolj znani pa so njegovi biografski romani (Slovenska trilogija) o Francetu Prešernu (Neiztrohnjeno srce), Franu Levstiku (Pogine naj - pes!), za katerega je leta 1948 prejel Prešernovo nagrado ter od vlade FLRJ II. nagrado za najboljši jugoslovanski roman, in Ivanu Cankarju (Tujec). 

## Izbrana bibliografija

### Monografije
- Pregled slovenskega slovstva. 1934. (COBISS)
- Neiztrohnjeno srce. 1938. (COBISS)
- Pogine naj – pes! 1946. (COBISS)
- Poezije in pisma. 1964. (COBISS)
- Prešernovo življenje. 1964. (COBISS)
- Študije in eseji. 1966. (COBISS)
- Slovensko slovstvo: ob tisočletnici Brižinskih spomenikov. 1968. (COBISS)
- Tujec. Ljubljana: 1976. (COBISS)

### Članki
- O Levstikovem delu-Za narodno vzgojo je pisal že leta 1931.
- O Levstikovem -Zbranem delu je pisal v časopisu Slovenec leta 1932.
- O Stanku Vrazu kot slovenskem pesniku. Slavistična revija, 1950. Str. 65–89.
- Prispevki k poznavanju Prešerna in njegove dobe 3, Problem Gazel. Slavistična revija, 1951. Št. 1–2. Str. 10–22.
- Zgodovino slovenskega slovstva-(Geschichte der slowenischen Literatur) objavljeno v Berlinu (povzročila je silovite polemike v Sloveniji) leta 1958.
- O dramatičnem razvoju naše romantike. Jezik in slovstvo, 1967. Št. 2. Str. 33–42.
- O Cankarjevem epilogu vinjetam 1899. Jezik in slovstvo, 1967. Št. 5. Str. 133–146.
- Proza Prežihovega Voranca. Jezik in slovstvo, 1968. Št. 3. Str. 75–83.
- Ivan Cankar: Hiša Marije pomočnice. Slavistična revija, 1969. Št. 1. Str. [183]–191.

### Uredništvo
- Zbrana dela Frana Levstika I.–IX. zv. Ljubljana: DZS, 1948–61.
- Stanko Vraz, Slovenska djela I., II. Zagreb: 1952.
- Izbrani eseji in razprave I., Ljubljana: 1952. (dela Ivana Prijatelja)
- Izbrani eseji in razprave II., Ljubljana: 1953. (dela Ivana Prijatelja)

### Dela o njem
- France Pibernik (ur.), Anton Slodnjak 1899-1983 - dokumentarna monografija, Slovenska matica, Ljubljana, 2007 (dokumentarna monografija)